# Миява (округ)
О́круг Мия́ва (словац. okres Myjava) — округ (okres, район) в Тренчинському краї, західна Словаччина. Площа округу становить — 327,4 км², на якій проживає — 27 726 осіб (31.12.2010). Середня щільність населення становить — 85,15 особи/км². Адміністративний центр округу — місто Миява в якому проживає 12 346 жителів.

## Загальні відомості

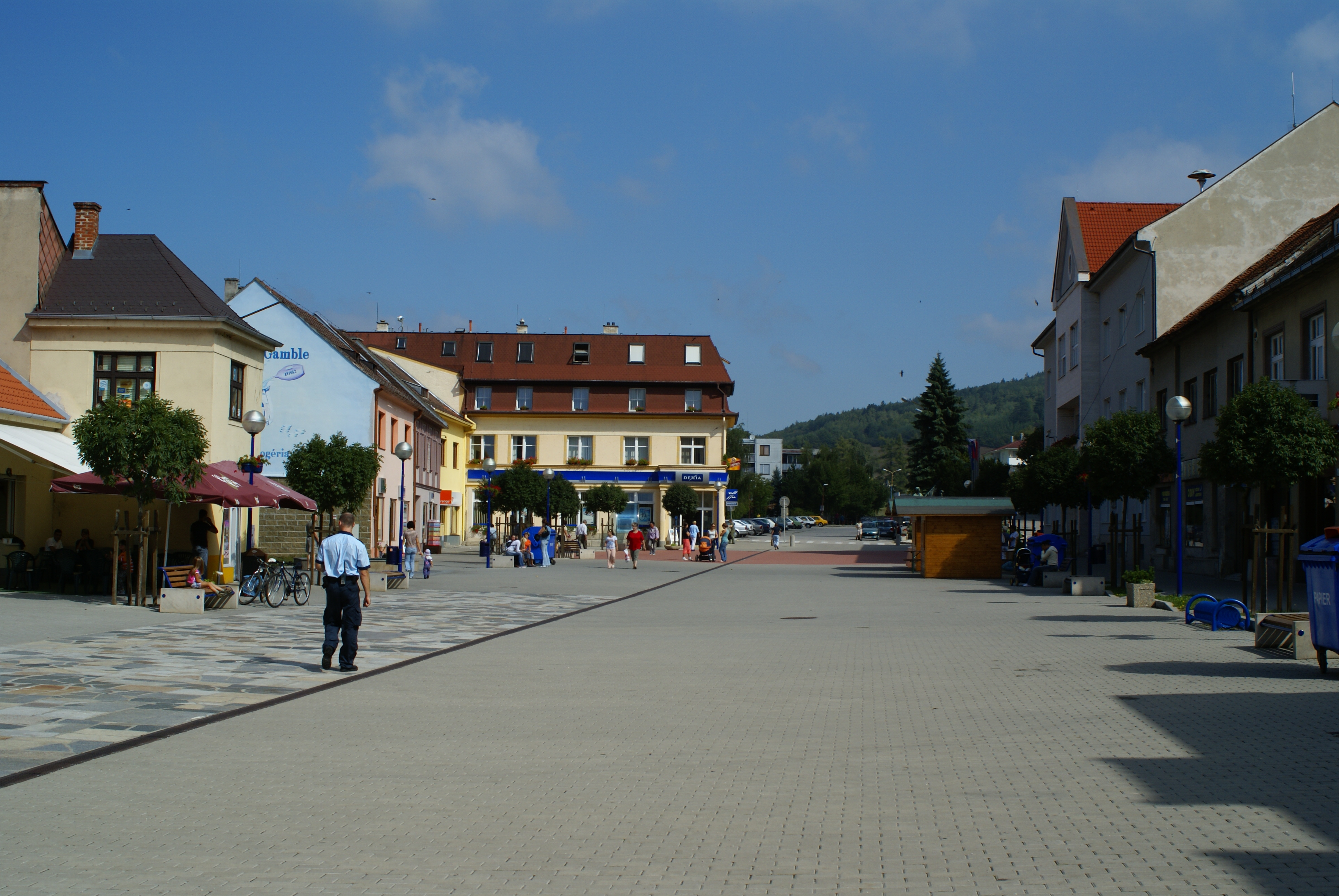
Округ Миява.
Місто Брезова-під-Брадлом

До 1918 року округ входив до складу угорського графства Нітра.
В сучасному вигляді округ був утворений 1996 року під час адміністративно-територіальної реформи Словацької Республіки, яка набула чинності 24 липня 1996 року.
Округ розташований у західній частині Словаччини. Він межує з округами: на північному сході — Нове Место-над-Вагом (Тренчинського краю), на півдні — П'єштяни і Трнава, на південному заході — Сениця, на заході — Скаліца (всі округи належать до Трнавського краю); на півночі межує із Чехією

## Статистичні дані
| Рік:            | 1994.  | 2004.   | 2014.   | 2024.   |
| --------------- | ------ | ------- | ------- | ------- |
| Кількість осіб: | 30 018 | 28 527  | 27 083  | 24 809  |
| Різниця:        |        | -4,96 % | -5,06 % | -8,39 % |

| Рік:            | 2023.  | 2024.   |
| --------------- | ------ | ------- |
| Кількість осіб: | 25 013 | 24 809  |
| Різниця:        |        | -0,81 % |

Національний склад 2010:
- Словаки — 95,87 % (26 583 особи)
- Чехи — 1,55 % (431 особа)
- Роми — 0,38 % (107 осіб)
- Українці — 0,21 % (57 осіб)
- Угорці — 0,08 % (21 особа)
- інші національності — 1,9 %

Конфесійний склад 2001:
- Лютерани — 60,0 %
- Католики — 14,0 %
- Свідки Єгови — 1,1 %
- інші релігії та атеїсти  — 24,9 %

## Адміністративний поділ
Округ складається з 17 громад (obce), 15 сільських і 2 міст.

### Міста:
- Миява
- Брезова-під-Брадлом

### Села:
- Брестовець
- Буковець
- Врбовце
- Грашне
- Костолне
- Кошаріска
- Крайне
- Подкилава
- Полянка
- Поряд'є
- Пр'єпасне
- Рудник
- Стара Миява
- Хвойниця
- Яблонка